# 私が愛した大統領
『私が愛した大統領』（わたしがあいしただいとうりょう、Hyde Park on Hudson）は、ロジャー・ミッシェル監督による2012年のイギリスの伝記・コメディ・ドラマ映画である。ビル・マーレイとローラ・リニーがフランクリン・ルーズベルトとマーガレット・サックリーを演じ、サックリーの死後に発見された彼女の日記などを基に、両者の不倫関係が描かれる。

## あらすじ
1939年の春、フランクリン・D・ルーズベルト大統領の母サラ・デラノは、大統領のかなり遠いいとこであるマーガレット・“デイジー”・サックリーに、ニューヨーク州ハイドパークにある邸宅にいる病気の大統領を訪ねるよう頼む。デイジーとルーズベルトは何年も会っていなかったが、遠い親戚同士の2人は強い関係を築き、ルーズベルトは自分の母親と一緒にいる時、デイジーにハイドパークに来て欲しいとよく頼むようなる。デイジーは、サラ、大統領秘書のミッシー・ルハンド及び大統領の妻エレノアなどの、ルーズベルトに近しい女性の1人となる。大統領はその権力にも拘わらず、デイジー以外の女性たちをコントロール出来ないことが多い。物静かで内気なデイジーは彼の親友であり、大統領は自分の退任後は「トップ・コテージ」が自分とデイジーの共同の避難先になるだろうと彼女に言う。
1939年6月、英国王ジョージ6世とその妻エリザベスが米国を訪問し、その間ハイドパークにルーズベルト夫妻と共に滞在することが決まる。英国側はこの訪問により、将来のドイツとの戦争において米国が支援してくれる可能性が高まることを期待している。兄のエドワード8世が退位したため国王となったジョージは、この訪問の重要性、自分の吃音、そしてジョージを歓迎するピクニックで生まれて初めてホットドッグを食べなければいけなくなることに緊張する。ルーズベルトは、自分の歩行能力の無さを引き合いに出してジョージを安心させ、他のピクニック参加者は「それは彼らが見たいものではない」ために自分たちの障害を見ないだろうと言う。大統領は国王に対し、英国への支援に対する米国人の消極的な姿勢を克服したいと言う。
国王と王妃が到着した夜、デイジーはルハンドがルーズベルトと不倫していることを知る。ルハンドはショックを受けているデイジーに対して、ドロシー・シフとルーシー・マーサー・ラザファードの名前を挙げ、大統領との関係は自分たち2人だけのものではないと言い、デイジーはルーズベルトを他の女性たちと共有することを受け入れなければならないと言う。翌日のピクニックで、国王は写真撮影のためにホットドッグを食べ、デイジーはナレーションで、この訪問が両国が特別な関係を築くのに役立ったと述べる。デイジーはルーズベルトの会いたいという要求を、彼が直接自分を訪ねて来るまで受け入れない。彼らは和解し、デイジーは大統領の愛人の1人としての役割を受け入れる。時の経過と共にデイジーはルーズベルトが戦争指導者として衰えていくのを目の当たりにする。それにも拘わらず、誰もが「まだ彼の方を見て、自分たちが見たいと思うものを全て見ていた」と彼女は言う。

## キャスト
- フランクリン・ルーズベルト - ビル・マーレイ： 第32代アメリカ合衆国大統領。
- マーガレット（デイジー）・サックリー（英語版） - ローラ・リニー： 大統領の従妹。
- ジョージ6世 - サミュエル・ウェスト： 史上初めて訪米した英国王。
- エリザベス王妃 - オリヴィア・コールマン： 英国王妃。
- マルガリーテ（ミッシー）・リーハンド（英語版） - エリザベス・マーヴェル： 大統領秘書。
- エレノア・ルーズベルト - オリヴィア・ウィリアムズ： 大統領夫人。
- サラ・ルーズベルト（英語版） - エリザベス・ウィルソン： 大統領の母。
- トーマス・ガーディナー・コーコラン（英語版） - マーティン・マクドウガル： 大統領側近。
- ジェームズ・キャメロン（英語版） - アンドリュー・ヘイヴィル（英語版）： ジャーナリスト。

## 公開
ワールド・プレミアは2012年8月31日にテルライド映画祭で行われた。さらに9月10日にトロント国際映画祭、10月31日にサバンナ映画祭で上映された。アメリカ合衆国では2012年12月5日に限定公開され、翌2013年1月に拡大された。イギリスでは2013年2月1日に公開された。

### 批評家の反応
Rotten Tomatoesでは156件のレビューで支持率は38%となった。またMetacriticでは41媒体のレビューで加重平均値は44/100となった。
『The A.V. Club』では2012年の最低映画のうち1本として挙げられた。

### 受賞とノミネート
| 賞                           | 部門                                    | 候補                   | 結果       |
| ---------------------------- | --------------------------------------- | ---------------------- | ---------- |
| ゴールデングローブ賞         | 主演男優賞 (ミュージカル・コメディ部門) | ビル・マーレイ         | ノミネート |
| サテライト賞                 | 映画主演女優賞                          | ローラ・リニー         | ノミネート |
| 英国インディペンデント映画賞 | 助演女優賞                              | オリヴィア・コールマン | 受賞       |